# André Juillard
André Juillard   (17è districte de París, 9 de juny de 1948 - Penvénan, 31 de juliol de 2024) va ser un guionista i dibuixant de còmics francès.

## Biografia
Juillard va ser un dels artistes de còmic més prolífics a França. Després d'estudiar a l'École nationale supérieure des arts décoratifs de París, va començar l'any 1974 a col·laborar a la revista Formule 1, dibuixant La Longue Piste de Loup Gris, amb guió de Claude Verrien. Després d’adaptar Roméo et Juliette per a la revista Djin, l'any 1976 va començar la seva primera sèrie llarga, amb les aventures del cavaller Bohémond de Saint-Gilles, basat en textos escrits per Claude Verrien.
Autor destacat en el còmic històric francòfon dels anys 1980 i 1990, és conegut sobretot per haver dibuixat les sèries Les 7 Vies de l'Épervier (1983-1991), Masquerouge (1984) i Plume aux vents (1995-2000), totes elles amb guions de Patrick Cothias. Amb Jacques Martin va treure al mercat la sèrie d'història antiga Arno (1983-1987), de breu recorregut. Es va consolidar com autor complet fora del còmic històric escrivint i dibuixant el díptic Le Cahier bleu (1994-1998). Gràcies a la nitidesa del seu dibuix adscrit a la línia clara, a partir del 2000 es va fer càrrec de la sèrie clàssica Blake i Mortimer. Juillard va declarar que «quan era adolescent era un àvid lector de Blake i Mortimer. Entrar en aquest univers va ser com una magdalena de Proust, un gran plaer».
Paral·lelament a aquesta recuperació dels personatge d'Edgar P. Jacobs, Juillard va continuar la seva exploració del món contemporani en el còmic Le Long Voyage de Léna (2006), amb un guió de Pierre Christin, seguit d'un segon volum Léna et les Trois Femmes (2009) i d'un tercer, Léna dans le brasier (2020).
Admirador de Jean Giraud i Harold Foster (Príncep Valent) Juillard va rebre influencies dels autors de la línia clara propers a Hergé, com Edgar P. Jacobs o Jacques Martin, que, segons ell «em van ajudar inconscientment a construir la meva identitat gràfica. Vaig haver de gestionar aquestes influències per no arribar a ser "estil Giraud" o "estil Hergé" i trobar-hi el meu de propi».